# Ботороага
Ботороага (рум. Botoroaga) — село у повіті Телеорман в Румунії. Входить до складу комуни Ботороага.
Село розташоване на відстані 53 км на південний захід від Бухареста, 26 км на північний схід від Александрії, 140 км на схід від Крайови.

## Населення
За даними перепису населення 2002 року у селі проживали 1603 особи. Рідною мовою 1601 особа (99,9%) назвала румунську.
Національний склад населення села:
| Національність | Кількість осіб | Відсоток |
| -------------- | -------------- | -------- |
| румуни         | 1587           | 99,0%    |
| цигани         | 16             | 1,0%     |